# Cohuatzalpan
Cohuatzalpan är en ort i Mexiko.   Den ligger i kommunen Zacapoaxtla och delstaten Puebla, i den sydöstra delen av landet, 170 km öster om huvudstaden Mexico City. Cohuatzalpan ligger 1 872 meter över havet och antalet invånare är 589.
Terrängen runt Cohuatzalpan är huvudsakligen kuperad, men åt nordost är den bergig. Terrängen runt Cohuatzalpan sluttar norrut. Runt Cohuatzalpan är det ganska tätbefolkat, med 129 invånare per kvadratkilometer. Närmaste större samhälle är Tatoxcac, 2,8 km söder om Cohuatzalpan. Omgivningarna runt Cohuatzalpan är en mosaik av jordbruksmark och naturlig växtlighet.